# De remediis utriusque fortunae
Il De remediis utriusque fortunae (I rimedi contro la buona e la cattiva sorte) è una raccolta di brevi dialoghi scritti in prosa latina da Francesco Petrarca.
Venne redatta all'incirca tra il 1360 e il 1366 ed è composta da 254 scambi di battute tra entità allegoriche: prima il "Gaudio" e la "Ragione", poi il "Dolore" e la "Ragione".
Simile ai precedenti Rerum memorandarum libri, questi dialoghi hanno scopi educativi e moralistici, proponendosi di rafforzare l'individuo contro i colpi della Fortuna sia buona che avversa.
Nel primo libro, la "Ragione" dialoga con la "Gioia" e la "Speranza" (122 dialoghi), nel secondo con il "Dolore" e il "Timore", spiegando come affrontare i diversi casi della vita, quali calamità naturali, cariche pubbliche, cure familiari, guerre. In altre parole, è come una guida che insegna la via migliore di comportarsi di fronte alla buona e alla cattiva sorte.